# نرمال (هندسه)

یک چند ضلعی و دو بردار نرمال آن

یک بردار نرمال بر یک سطح در یک نقطه معادل برداری نرمال بر یک سطح مماس بر آن سطح در همان نقطه است.

در هندسه، یک نرمال یک خط، پرتو یا بردار است که عمود بر یک شیء معین است. به عنوان مثال، در دو بعد، خط نرمال به یک منحنی در یک نقطه معین، خط عمود بر خط مماس بر منحنی در همان نقطه است. یک بردار نرمال ممکن است طولی معادل یک واحد (بردار واحد) داشته باشد یا طول آن می‌تواند انحنای جسم (بردار انحنایی) باشد. نشان جبری آن ممکن است جهت را نیز مشخص کند (داخلی یا خارجی).
در سه بعد، یک نرمال سطح یا به‌طور ساده‌تر نرمال به یک سطح در نقطه P , یک بردار عمود بر صفحه مماس بر آن سطح در نقطه P است. کلمه «نرمال» نیز به عنوان یک صفت استفاده می‌شود. مفهوم نرمال بودن به تعامد (زاویه‌های قائمه) تعمیم می‌یابد.